# Ritratto di Winston Churchill
Il ritratto di Winston Churchill era un ritratto a figura intera dell'ex primo ministro britannico, commissionato dalle due camere del parlamento britannico e dipinto da Graham Vivian Sutherland nel 1954 come regalo per gli 80 anni del primo ministro. Il compenso di mille ghinee fu finanziato da donazioni dei membri della Camera dei comuni e della Camera dei lord, e fu presentato a Churchill da entrambe le Camere durante una cerimonia pubblica alla Westminster Hall in occasione del suo ottantesimo compleanno, il 30 novembre 1954.
Churchill detestava il ritratto. Dopo la presentazione pubblica, il dipinto fu portato nella sua casa di campagna a Chartwell, ma non fu esposto. A seguito della morte di Lady Churchill nel 1977, divenne chiaro che il dipinto era stato distrutto qualche mese dopo la consegna.

## Antefatti
Nel 1954 Churchill era un anziano statista prossimo alla fine del suo secondo mandato da primo ministro del Regno Unito. Sutherland si era guadagnato la reputazione di pittore modernista grazie al successo di alcuni recenti dipinti, come il ritratto di Somerset Maugham del 1949. Tendeva a ritrarre la persona reale: alcuni modelli consideravano la sua avversione ai complimenti come una forma di crudeltà o disprezzo.
Sutherland e Churchill avevano idee molto diverse sulla pittura. Churchill sperava di essere dipinto nelle vesti di cavaliere dell'Ordine della Giarrettiera, ma la commissione specificò che egli sarebbe stato mostrato nel suo consueto abito parlamentare – un tight nero con panciotto e pantaloni rigati, e un papillon a pois.

## Preparazione
A partire da agosto 1954, in poche sedute presso Chartwell, Sutherland fece degli schizzi al carboncino di Churchill, concentrandosi sulle sue mani e il viso, e successivamente fece alcune prove ad olio. Sutherland lavorò inoltre su alcune fotografie di Elsbeth Juda. In seguito portò il materiale preliminare al suo studio per dipingere l'opera finale su una grande tela quadrata, forma scelta per rappresentare figurativamente la solidità di Churchill, facendo riferimento a un commento fatto dallo stesso statista, "sono una roccia".
La posa, con le mani di Churchill che stringono la sedia, richiama la statua del presidente americano Abraham Lincoln, al Lincoln Memorial di Washington. Churchill è rappresentato accigliato, leggermente calato in avanti, circondato da toni grigi, marroni e neri. Sutherland era riluttante a discutere del lavoro in corso con Churchill e gli mostrò solo parte del suo materiale di lavoro. La moglie di Churchill pensava che gli assomigliasse – "simile in modo davvero abbastanza allarmante" – ma disse anche che lo faceva sembrare troppo di cattivo umore, riconoscendo che era un'espressione familiare. Il figlio di Churchill, Randolph, pensava che il ritratto lo mostrava "disincantato".

## Accoglienza

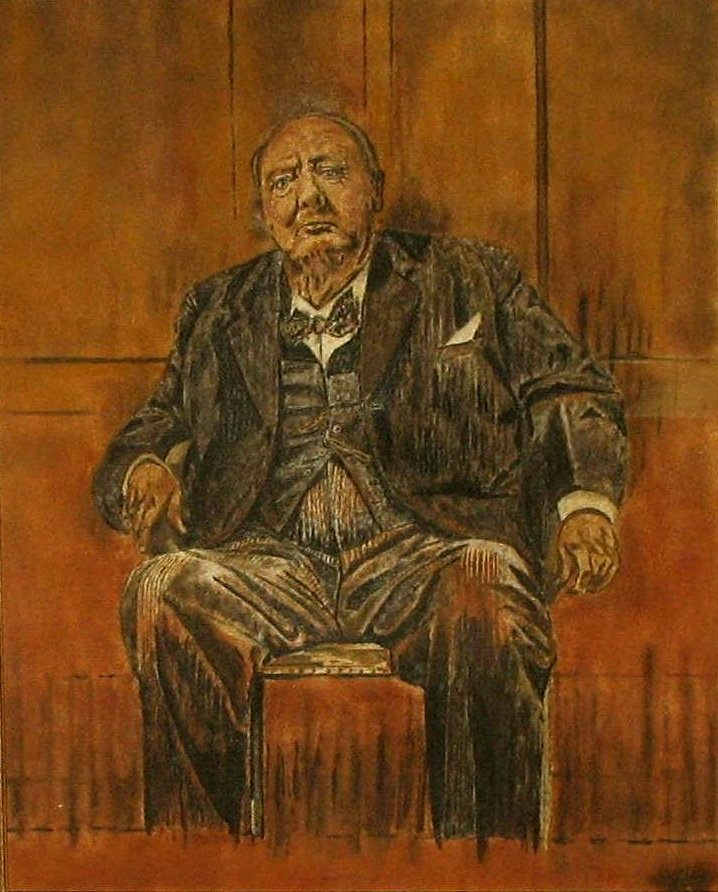
Sandpainting realizzato nel 1978 dall'artista ambientalista Brian Pike, ispirato all'opera di Sutherland

La moglie di Churchill vide il quadro completo il 20 novembre 1954 e lo fotografò per mostrarlo a suo marito. Era la prima volta che egli vedeva l'opera, e ne rimase profondamente sconvolto. Lo descrisse come "lurido" e "malevolo". A soli dieci giorni dalla scadenza, mandò un biglietto a Sutherland rifiutando il ritratto e affermando che la cerimonia sarebbe avvenuta senza di lui. Sutherland sostenne che aveva dipinto quello che aveva visto. Il parlamentare Charles Doughty convinse Churchill che la presentazione avrebbe avuto luogo, per evitare di offendere i donatori.
La cerimonia di presentazione alla Westminster Hall fu ripresa dalla BBC. Nel suo discorso, Churchill rimarcò l'onore senza precedenti che gli era stato riservato, e descrisse il dipinto (con un commento spesso considerato un insulto mascherato da complimento) come "un notevole esempio di arte moderna", che combinava "forza e candore". Le altre reazioni furono contrastanti; alcuni critici lo elogiarono per la somiglianza con il soggetto ritratto, ma altri lo bollarono come un obbrobrio. Mentre Aneurin Bevan, un parlamentare laburista e uno dei critici di Churchill, lo definì "una bella opera", Lord Hailsham, uno dei colleghi conservatori e amico di Churchill, lo definì "disgustoso".
Il dipinto era stato pensato per essere esposto nel parlamento dopo la morte di Churchill, ma gli fu donato come un regalo personale ed egli lo portò a Chartwell, dove non fu mai esposto. Le richieste di prestito del dipinto per mostre dedicate a Sutherland furono rifiutate. Nel 1978 è stato riferito che Lady Churchill aveva distrutto il quadro dopo meno di un anno dal suo arrivo a Chartwell, rompendolo in pezzi e incenerendoli, per evitare di causare ulteriore dispiacere al marito. Lady Churchill distrusse anche precedenti ritratti che il marito non amava, compresi gli schizzi di Walter Sickert e Paul Maze. Difatti, Lady Churchill nascose il ritratto nelle cantine di Chartwell, e incaricò la sua segretaria privata Grace Hamblin e il fratello di lei di eliminarlo nel cuore della notte e bruciarlo in un luogo lontano. Molti commentatori si stupirono della distruzione di un'opera d'arte e Sutherland lo condannò come atto di vandalismo; altri difesero il diritto di Churchill di disporre degli oggetti di sua proprietà come meglio credesse.
Alcuni schizzi preparatori del dipinto di Sutherland sono ospitati alla National Potrait Gallery di Londra. Si pensa che una copia del ritratto si trovi al Carlton Club, sempre a Londra, sebbene non sia esposto.

## Nella cultura di massa
L'episodio 9 della prima stagione della serie Netflix The Crown mette in scena la realizzazione, presentazione e distruzione del quadro. Churchill, Lady Churchill, e Sutherland sono interpretati rispettivamente dagli attori John Lithgow, Harriet Walter e Stephen Dillane.